# Geschiedenis van Zutphen

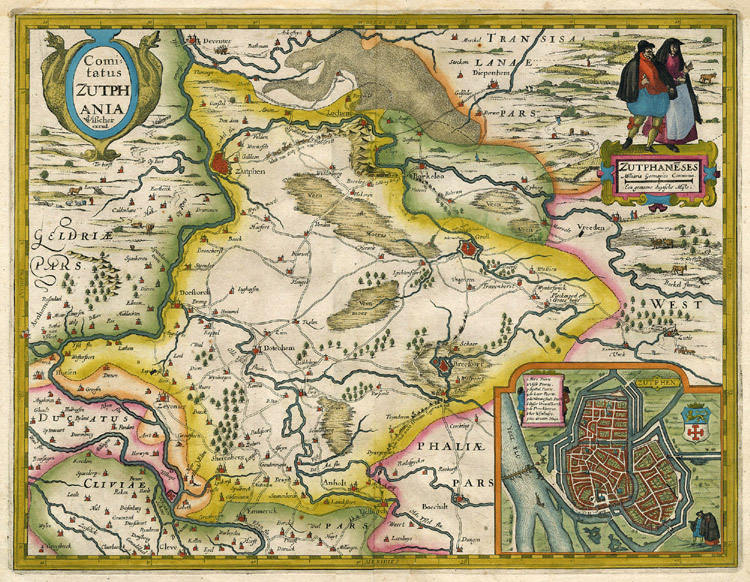
Het graafschap Zutphen met inzet met stadsplattegrond 1634

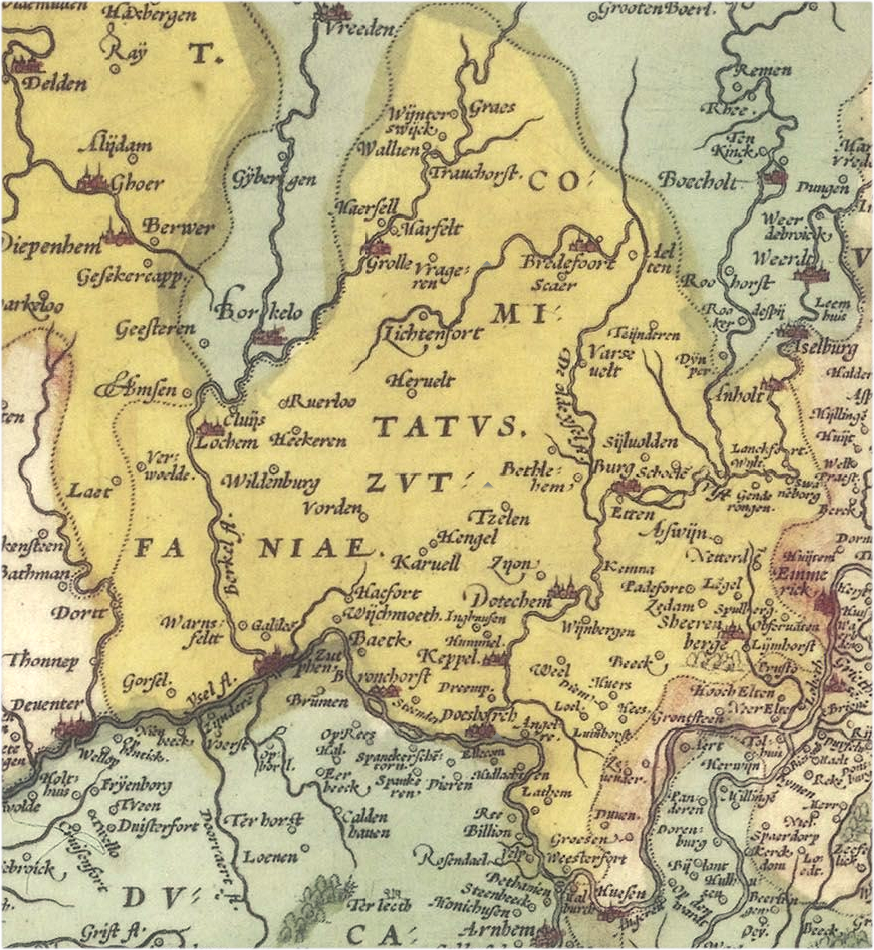
Het graafschap Zutphen in 1573, aan de linkerkant het noorden

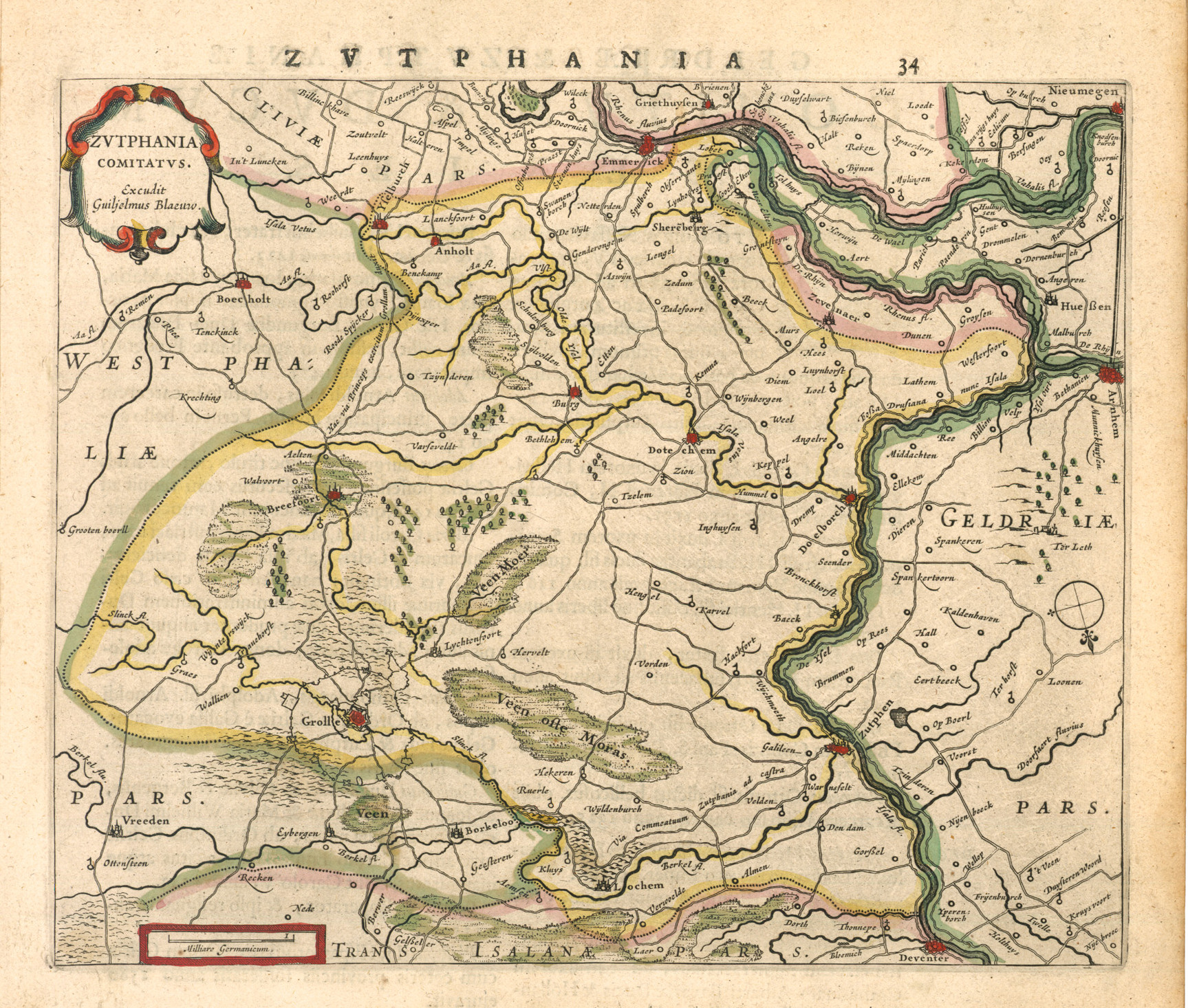
Het graafschap Zutphen, kaart door Willem Blaeu, omstreeks 1645

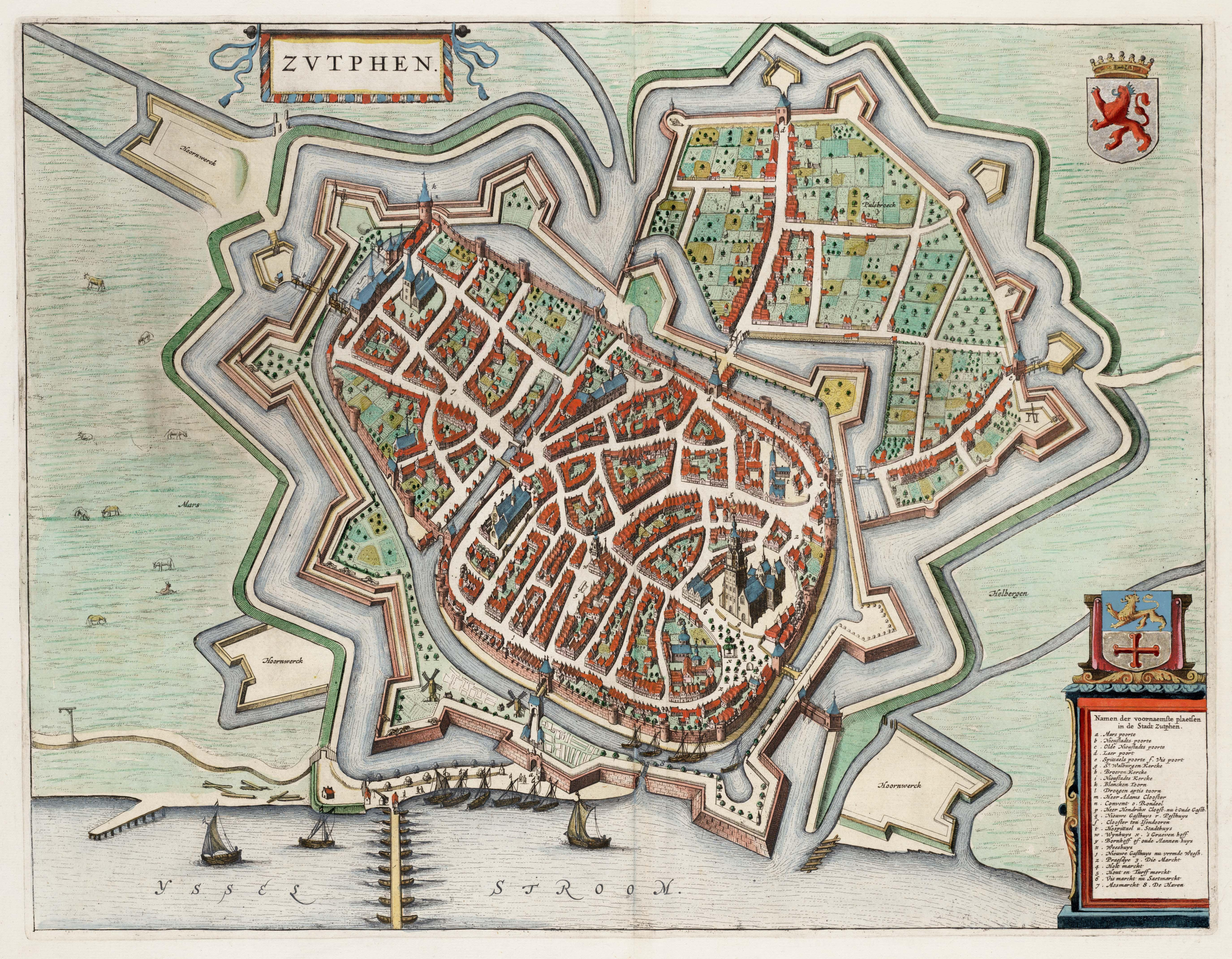
Zutphen in 17e eeuw

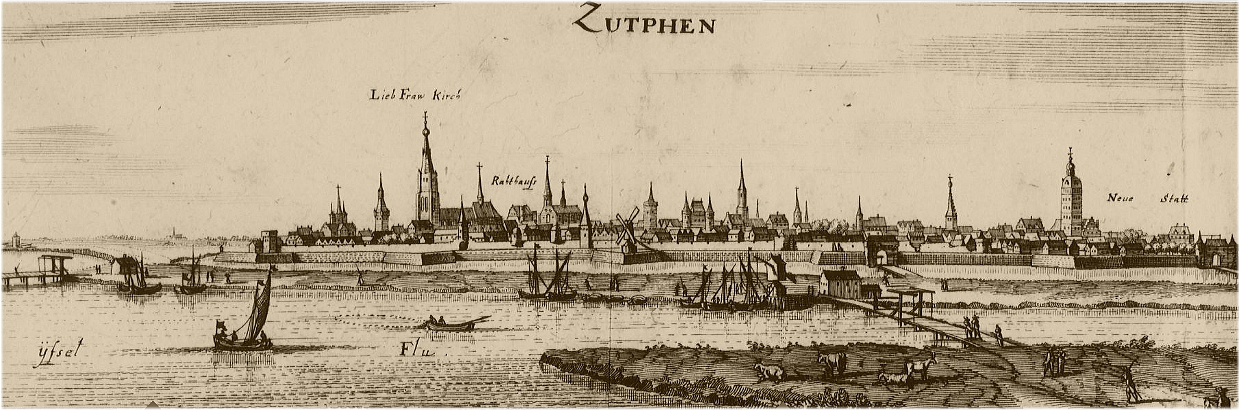
Panorama van Zutphen, ets van Caspar Merian uit 1654

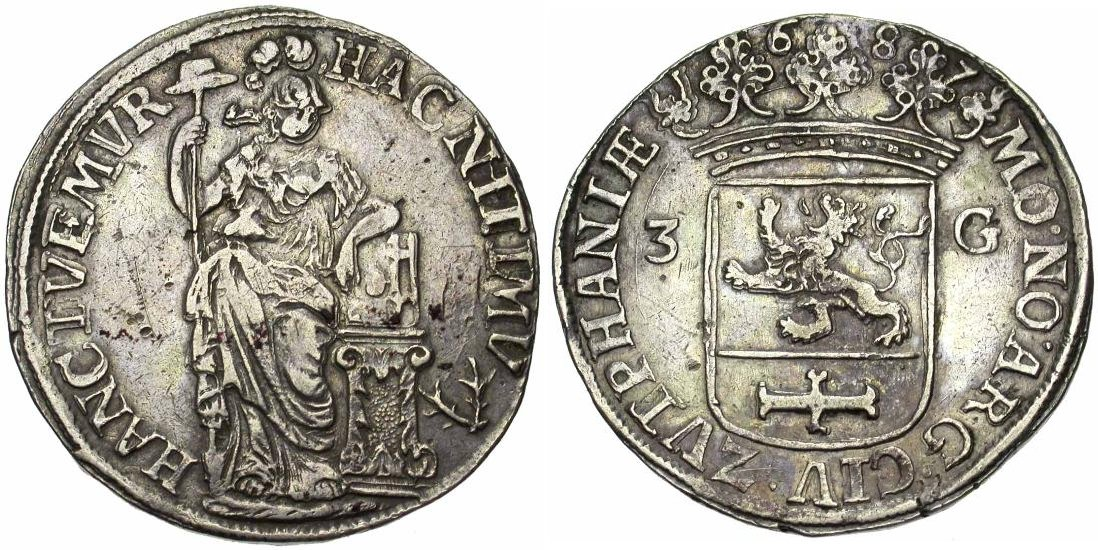
Drieguldenmunt, geslagen in 1687

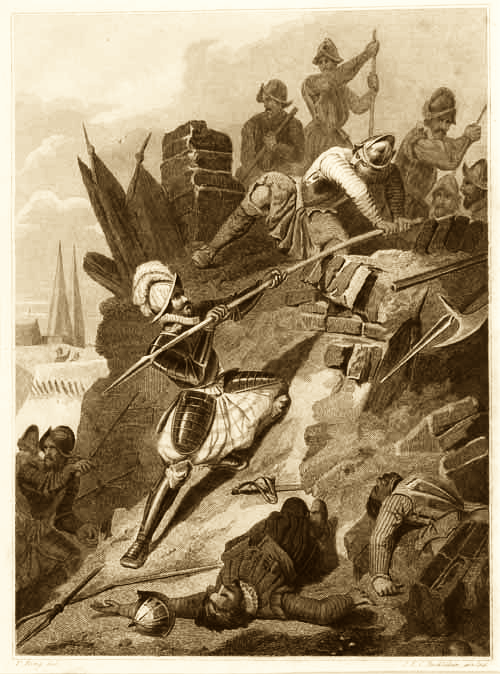
Vergeefs beleg van Zutphen in 1586

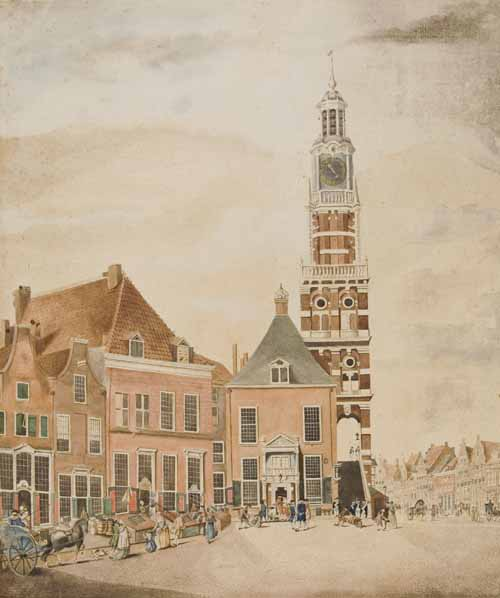
Grote Markt in de 18e eeuw met rechts de Wijnhuistoren

De Nederlandse stad Zutphen ontstond in de Romeinse tijd als Germaanse nederzetting op een rivierduinencomplex. De plaats is al meer dan 1700 jaar continu bewoond en is een van de oudste steden van Nederland. De naam Zutphen is ontstaan uit Zuid venne, een rivierduinencomplex tussen drassige weidegrond. De nederzetting bleef in de vroege Middeleeuwen op het huidige 's-Gravenhof bestaan in tegenstelling tot veel andere woonplaatsen in de Volksverhuizingentijd. Na de incorporatie van de IJsselstreek bij het Frankische rijk rond 800 werd Zutphen een grafelijk bestuurlijk centrum.

## Oudheid
De omgeving van Zutphen is al vanaf 13.000 voor Chr. bewoond. De oudste menselijke aanwezigheid betrof jagers-verzamelaars in de late Oude Steentijd en Midden-Steentijd. Diverse kampplaatsen, klein en groot, zijn bij opgravingen in de buitenwijken gevonden. Vanaf de Nieuwe Steentijd doet de landbouw zijn intrede maar sporen van boerderijen zijn er vanaf de laatste fase van de Nieuwe Steentijd. Nederzettingen uit de Bronstijd en IJzertijd zijn in Zutphen talrijk. Bijna elke zandrug lijkt te zijn bewoond en beakkerd. Ook de binnenstad levert structureel vondsten op uit die periode. Bij archeologisch onderzoek in 2016 is in de Halvemaanstraat in Zutphen een kleine begraafplaats gevonden, die dateert uit de overgang van midden- naar late bronstijd (1200-1100 v.Chr.), met daarin urnen die gebruikt werden om de gecremeerde resten van overledenen in te begraven. Volgens de archeologen is 1200 v. Chr. zeer oud voor urnbegravingen.
In het begin van de midden-ijzertijd (500-400 v.Chr.) werd het terrein aan de Halvemaanstraat in gebruik genomen als nederzetting. Deze bewoningsfase duurde echter maar kort, waarna het terrein als akker werd gebruikt.

## Middeleeuwen
Vanaf de vierde eeuw kan men spreken van bewoningscontinuïteit in het centrum van Zutphen. Deze nederzetting, omgeven door een dubbele V-vormingen gracht, was meer dan zomaar een dorp, het was mogelijk van meet af aan een machtscentrum van een elite-familie. In de 9e eeuw blijken de graven van Hamaland in deze streek de macht te hebben. In Zutphen was een grafelijk hof en een groot aantal hutten van mensen (mogelijk lijfeigenen) die zich met de verwerking van metaal (ijzer, zilver, lood, koper) bezighielden. Er zijn aanwijzingen dat er al een stenen kerkje in de omwalde nederzetting stond. In de late 9e eeuw werd Zutphen verwoest bij Vikingaanvallen, waarna aan het einde van die eeuw een ronde ringwal werd opgericht met een brede diepe gracht eromheen: een 20 meter brede U-vormige gracht. De loop van de markten Groenmarkt, Houtmarkt en Zaadmarkt zijn nog een deel van die voormalige ringwal en gracht. In het midden van de 11e eeuw werd Zutphen enige tijd een vorstelijke residentie en werd er een palts gebouwd en een grote kapittelkerk gesticht, de huidige Sint-Walburgiskerk. Sinds 1046 was de bisschop van Utrecht landheer van het Zutphense graafschap en de burg. In de loop van de late 11e eeuw en de vroege 12e eeuw wisten de graven van Zutphen steeds meer macht naar zich toe te trekken.
De naam Zutphen wordt voor het eerst vermeld in een oorkonde uit de jaren (1053 - 1071, teruggaand op een oorspronkelijke goederenlijst van 887), waarin de inkomsten van de abdij Corbei (Abdij van Corvey aan de Wezer) worden opgesomd. Daartoe behoren onder meer goederen gelegen in Sutfeno, in de gouw Hamaland. In 1101 wordt voor het eerst een Graaf van Zutphen genoemd: Otto van Zutphen, die bij zijn overlijden in 1113 de bijnaam 'de Rijke' had. Zijn ene zoon Hendrik (I) volgde hem op maar overleed rond 1120 kinderloos. Aangezien de andere zoon, Diederik, sinds 1118 bisschop van Münster was, ging de opvolging via Otto's dochter Ermgard vermoedelijk over op haar echtgenoot Gerard van Gelre, zoon van graaf Gerard II 'de Lange' van Gelre. Gerard junior overleed in 1134, drie jaar voor zijn vader. In Zutphen volgde toen Hendrik (II), de zoon van Gerard junior en Ermgard van Zutphen op, die in 1137, toen zijn grootvader Gerard 'de Lange' stierf, ook in Gelre opvolgde. Zo raakte het Graafschap Zutphen voorgoed verbonden met het Graafschap Gelre, dat in 1339 een hertogdom werd. Die twee-eenheid trad als soeverein gewest in 1579 toe tot de Unie van Utrecht, waar de Republiek der Zeven Verenigde Nederlanden ontstond.
Zutphen was de residentie van de graven van Zutphen, zij hadden er hun verblijfplaats, gebouwd op een hoger gelegen gebied aan de IJssel. In de 12de eeuw maakten de graven van Gelre een aanvang met de verlening van stadsrechten, die uiteindelijk in 1190 door graaf Otto I van Gelre verleend werd.
Veel Gelderse steden (waaronder Arnhem, Doesburg, Doetinchem, Harderwijk, Lochem en Hattem, maar niet Nijmegen, Zevenaar en Huissen) ontleenden hun later verleende stadsrechten aan die van Zutphen. De stad werd ommuurd in de 13e eeuw en uitgebreid met de in de 13e eeuw door de graaf gestichte Nieuwstad. De stad werd in 1284 voor een belangrijk deel door een grote stadsbrand verwoest. Zutphens gouden eeuw was de 14e eeuw. Zutphen werd de hoofdstad van de Graafschap Zutphen. De stad nam onder meer deel aan de Oostzeehandel.
Tijdens de pestepidemie in 1349 werden alle joodse inwoners van Zutphen, alsmede van de andere steden aan de IJssel gedood. Men geloofde dat de joden achter de epidemie zaten; zij zouden het water hebben vergiftigd. De werkelijke oorzaak dat er onder de joden minder slachtoffers van de pest vielen, was dat zij door hun geloof voorgeschreven strikte hygiënische regels naleefden, waaronder het regelmatig wassen van de handen.
In de tweede helft van de 15e eeuw werd er meerdere malen gestreden om Zutphen tussen Geldersgezinden en Bourgondischgezinden. In 1473 gaf de stad zich zonder tegenstand over aan Karel de Stoute. Evenwel sloeg de stemming om door zijn krijgszucht, centraliserende politiek en financiële wanbeleid tijdens de Bourgondische Oorlogen. Tijdens de Gelderse landdag in april 1477 koos Zutphen met de andere gewestelijke afgevaardigden voor de onafhankelijkheid van Gelre en erkende Adolf van Egmont opnieuw als hertog. Het volgende jaar trachtte een zoon van Willem van Egmont, leider van de Bourgondischgezinden, Zutphen met een aanslag te overmeesteren, maar dat mislukte; de stad bleef het hertogelijke huis trouw, dat nu onder regentschap van Catharina van Gelre stond. In 1481 werd Zutphen belegerd en ingenomen door troepen onder leiding van aartshertog Maximiliaan van Oostenrijk. Het Bourgondische bestuur was ongeliefd, en in 1492 opende de stad dan ook vrijwillig de poorten voor de uit Franse gevangenschap geloste erfgenaam Karel van Gelre, die door de Zutphenaren erkend werd als hertog.

## Muntrecht
Zutphen heeft gedurende enkele honderden jaren het stedelijke muntrecht gehad, maar de stad heeft slechts in vier muntperioden actief gemunt: in 1478-1480, 1582-1583, 1604-1605 en 1687-1692. In eerdere perioden is ook door de Zutphense graven te Zutphen gemunt (Otto II de Rijke, ca. 1070-1090 en Hendrik II, circa 1150-1181, en Otto I van Gelre (1181-1207), en later door de hertogen van Gelre (1499) en de Staten van Gelre en Zutphen (1582-1583).

## Tachtigjarige Oorlog
De 16e eeuw bracht moeilijke tijden voor Zutphen door de opkomst van andere steden en de Tachtigjarige Oorlog met de Spanjaarden. Na de roerige Gelderse Oorlogen in de eerste decennia van de 16e eeuw werden de vestingwerken van Zutphen gemoderniseerd. Toch mocht dit niet baten. Op 10 juni 1572 vond de inname van Zutphen plaats door Willem van den Bergh, zwager van Willem van Oranje. Deze verdreef de Spanjaarden, die op 16 november 1572 de stad onder Don Frederik, de zoon van de hertog van Alva, heroverden. Geschiedschrijving tot in de 21e eeuw maakte melding dat hierbij honderden inwoners geëxecuteerd werden, het 'Bloedbad van Zutphen'. Nader onderzoek heeft duidelijk gemaakt dat dit beeld onjuist is  

Als gevolg van het Eeuwig Edict (1577) verlieten de Spanjaarden de stad, maar het katholieke stadsbestuur bleef aan. De hervormden smokkelden een prediker binnen en stookten de anti-Spaanse gevoelens bij de bevolking op. In de zomer van 1579 grepen de protestanten de macht met behulp van een Staats legertje, en zetten de roomse bestuurders af, die nog wel de stad mochten verlaten. Zutphen bevestigde de op 23 januari gedane ondertekening van de Unie van Utrecht, waartegen de Zutphenaren oorspronkelijk nog hadden geprotesteerd.
Door verraad kwam Zutphen op 21 september 1583 opnieuw in handen van de Spanjaarden. Filips van Hohenlohe-Neuenstein sloeg het beleg voor Zutphen in 1584, maar de Keulse versterkingen werden verslagen in de slag bij Terborg waardoor de belegering moest worden opgegeven. In 1586 werd Zutphen opnieuw belegerd door de Staatsen. Toen Spaanse troepen de stad wilden bevoorraden vond de Slag bij Warnsveld (ook wel slag bij Zutphen genoemd, vooral in het buitenland) plaats tussen hen en Engelse soldaten in Staatse dienst. De slag ging aan de Spanjaarden, niet in de laatste plaats vanwege het belabberde militaire leiderschap van Dudley, wiens officieren William Stanley en Rowland York overigens een dubieuze rol speelden door niet alleen de Schans voor Zutphen aan de Spanjaarden over te dragen, maar later ook de stad Deventer. Voor de tweede maal hielden de koninklijke soldaten in Zutphen stand tegen de Nederlandse opstandelingen.

## Republiek der Zeven Verenigde Nederlanden
Prins Maurits veroverde in 1591 de stad tijdens het Beleg van Zutphen, met het noordelijk deel van het voormalig Hertogdom Gelre. Het zuidelijk deel, waaronder Roermond en Venlo verviel aan de Zuidelijke Nederlanden. Dit luidde het begin in van een betrekkelijk lange periode van rust voor Zutphen als vestingstad en garnizoensstad, totdat in 1629 een Duits-Spaans leger opnieuw de Veluwe binnenviel en moordend rondging.
In 1672 (Rampjaar) werd Zutphen veroverd door het Franse leger onder Lodewijk XIV. De grote kerk werd opnieuw ingericht voor de katholieke eredienst maar werd na het vertrek van de Fransen weer teruggegeven aan de protestanten.
Kort na 1700 werd de vesting Zutphen uitgebreid naar ontwerp van Menno van Coehoorn en uitgebreid met de linies van Wambuis en van Hoorn aan het eind van die eeuw. Het werd een nieuwe gordel van lunetten en hoornwerken die de vijandelijk geschut nog verder van de stad moest houden.
Zutphen was honderden jaren ingeklemd in haar vestingwerken. De bevolking groeide gestaag van 7500 inwoners in 1795 naar meer dan 15.000 in 1860 op slechts 40 hectare grond binnen de muren. De ruimtelijke groei begon weer toen in 1874 de vesting Zutphen werd opgeheven, en de muren om de stad verwijderd konden worden. Enkele delen van de vestingwerken zijn nog zichtbaar, zoals het Bourgonje bolwerk aan de IJsselkade, ook bekend als 'de Bult van Ketjen'.

## Zutphen nu
Tegenwoordig zijn in het centrum van Zutphen nog vele sporen te vinden van de geschiedenis van de stad, zoals van de ommuring: de Drogenapstoren uit 1444, de Bourgonjetoren uit 1457, de kruittoren (begin 14e eeuw), de Spaanse Poort, een voorpoort uit circa 1400 met daarvoor een barbacane van de oude Nieuwstadspoort uit 1532-1536, en diverse waltorens aan de Bornhovestraat en Armenhage (13e eeuw). Daarnaast zijn er ook nog grote stukken stadsmuur te vinden, waaronder een stuk bij de Drogenapstoren, en een stuk bij de Berkelpoort uit het begin van de 14e eeuw met resten van twee waltorens. De middeleeuwse binnenstad van Zutphen herbergt achter de veelal jongere gevels een grote hoeveelheid bakstenen huizen uit de late Middeleeuwen. Vele tientallen dateren zelfs tot en met de kapconstructie van voor 1400. Er zijn drie middeleeuwse kerken en resten van diverse kloosters en hospitalen.

## Galerij

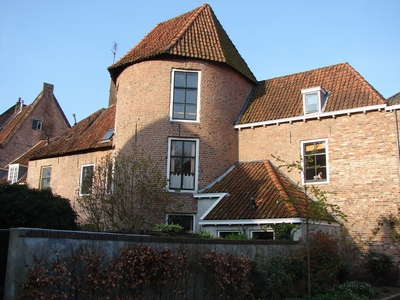
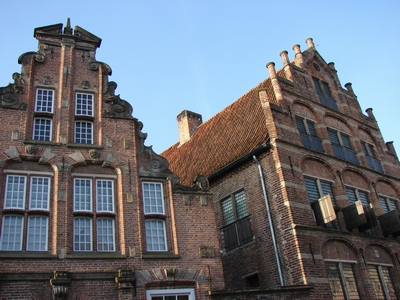
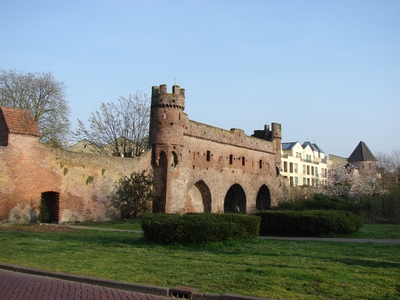
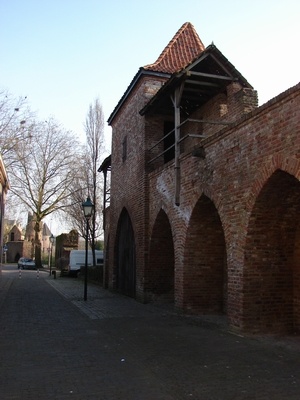
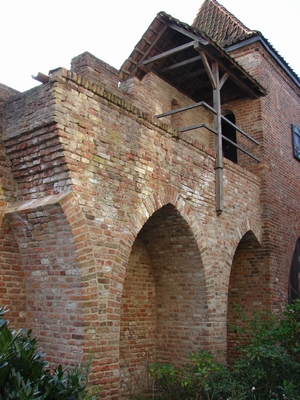
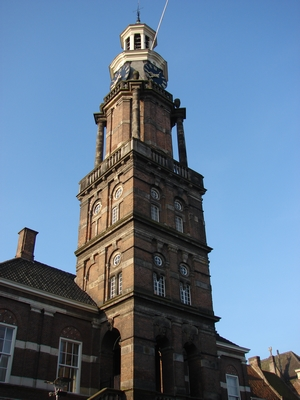
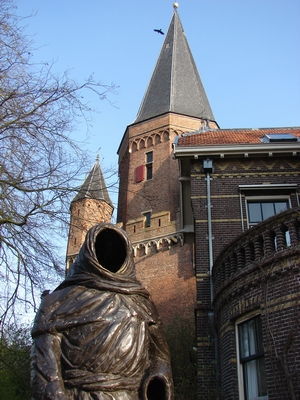
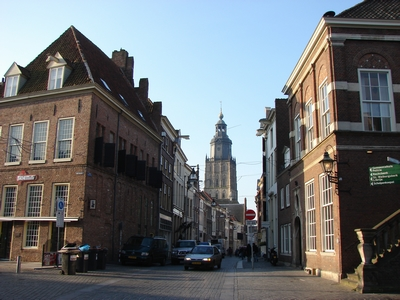

1473: Beleg door Karel de Stoute ·
1481: Beleg door Bourgondiërs ·
1572: Inname door Willem van den Bergh ·
1572: Bloedbad van Zutphen ·
1584: Beleg door Hohenlohe ·
1586: Beleg door Dudley · Slag bij Warnsveld ·
1591: Beleg door Maurits ·
1672: Beleg door Fransen